# Plagiobothrys orthostatus
Plagiobothrys orthostatus är en strävbladig växtart som beskrevs av John McConnell Black. Plagiobothrys orthostatus ingår i släktet tiggarstavar, och familjen strävbladiga växter. Inga underarter finns listade i Catalogue of Life.